# IC 2619
IC 2619 ist eine linsenförmige Galaxie vom Hubble-Typ S0/a? im Sternbild Großer Bär am Nordsternhimmel, die schätzungsweise 387 Millionen Lichtjahre von der Milchstraße entfernt ist.
Entdeckt wurde das Objekt am 22. März 1903 von Stéphane Javelle.